# Ana Arzoumanian
Ana Arzoumanian (Buenos Aires, Argentina; 21 de abril de 1962) es una escritora, poeta y traductora argentina.

## Biografía
Descendiente de inmigrantes armenios, nieta de sobrevivientes del genocidio armenio. Reside actualmente en Buenos Aires.
Sus trabajos académicos y sus investigaciones artísticas abordan el tema de la diáspora como modo de expresión y  esquema vital no sólo de una generación que fue objeto de  persecuciones y diseminación sino en los formatos globales de la relación- mundo.

### Estudios
Se recibió de abogada en la Facultad de Ciencias Jurídicas de la Universidad del Salvador.  Ha realizado un postgrado en psicoanálisis en la Escuela de Orientación Lacaniana de Buenos Aires.

## Trayectoria

### Trayectoria académica
Es profesora de la Maestría en Escrituras Creativas de la Universidad Tres de Febrero en el área Literaturas del Mundo.
Es coordinadora junto con Manuel Férez del Programa en Estudios del Espacio Post Soviético de la Universidad de San Isidro de la República Argentina.
Es co- editora junto con Tomás Rosner de la Revista Canoa de la Universidad de San Isidro.
Entre 2015 y 2016 se desempeñó como profesora en el Posgrado Internacional de Escrituras Creativas de la Facultad Latinoamericana de Ciencias Sociales (FLACSO) y como profesora visitante del equipo de Descolonia del departamento Sociales de la Facultad de Derecho de la Universidad de Buenos Aires.
Fue profesora de Filosofía del Derecho en la Facultad de Ciencias Jurídicas de la Universidad del Salvador desde 1998 hasta 2001. 
En 1992, fue miembro activa del primer curso de arbitraje en la Argentina, dictado por la Dirección Nacional de Capacitación y Comunicación del Ministerio de Justicia de la Nación.
Fue miembro de la International Association of Genocide Scholars.

### Trayectoria literaria

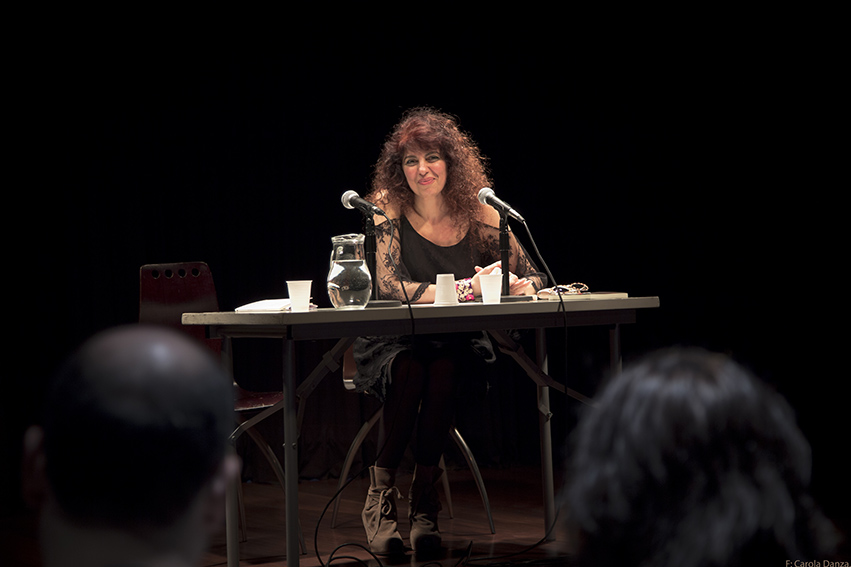
Ana Arzoumanian en el Centro Cultural de la Cooperación en 2015

#### Libros publicados
- Labios (1ª edición). Grupo Editor Latinoamericano. 1993. ISBN 978-950-694-299-1.
- La universidad posmoderna (1ª edición). Grupo Editor Latinoamericano. 1994. ISBN 978-950-694-368-4.
- Debajo de la piedra (1ª edición). Grupo Editor Latinoamericano. 1998. ISBN 978-950-694-531-2.
- La mujer de ellos (1ª edición). Grupo Editor Latinoamericano. 2001. ISBN 978-950-694-641-8.
- El ahogadero (1ª edición). Tsé-Tsé. 2002. ISBN 978-987-1057-19-1.
- La granada (1ª edición). Tsé-Tsé. 2003. ISBN 978-987-1057-33-7.
- Juana I (1ª edición). Alción Editora. 2006. ISBN 978-950-9402-74-4.
- Mía (1ª edición). Alción Editora. 2007. ISBN 978-987-1359-32-5.
- Cuando todo acabe todo acabará (1ª edición). Paradiso. 2008. ISBN 978-987-9409-83-1.
- El depósito humano: una geografía de la desaparición (1ª edición). Edición de la Autora. ISBN 978-987-05-9121-4.
- Káukasos (1ª edición). Activo Puente. 2011. ISBN 978-987-24808-6-8.
- Mar Negro (1ª edición). Ceibo ediciones. 2012.[6]
- Un idioma también es un incendio: 20 poetas de Armenia (1ª edición). Alción Editora. 2013. ISBN 978-987-646-346-1. (Versión poética y prólogo)
- Hacer violencia. El régimen insurrecto en el arte (1ª edición). Nahuel Cerrutti Carol Editor. 2014. ISBN 978-987-3649-02-8.
- Del vodka hecho con moras (1ª edición). Libros del Zorzal. 2015. ISBN 978-987-599-422-5.
- Infieles (1ª edición). Libros del Zorzal. 2017. ISBN 978-987-599-514-7.
- La Jesenská (1 edición). Paradiso Ediciones. 2019. ISBN 978- 987- 4170- 15- 6.
- La guerra es un verbo. La Cebra Ediciones. ISBN 978- 987- 8956- 03- 9.

#### Otros
Arzoumanian ha sido publicada en diferentes antologías:
- "Velarde", Colección editorial, Gobierno del Estado de San Luis Potosí - Secretaría de Cultura - Dirección de publicaciones y literatura editorial Ponciano Arraiga, 2011.
- “Os Outros. Narrativa argentina contemporânea”. Iluminaras. Sao Paulo. 2010.
- “La muerte del verdugo”. Miño y Dávila editores, Buenos Aires. 2016.
- “Las mil y una noches peronistas”. Granica, Buenos Aires. 2019.
- “El origen del mundo”. Vencejo ediciones, Barcelona. 2022.

#### Traducciones
- "El alambre no se percibía entre la hierba. Relatos de la guerra de Karabagh", Levón Khechoyan, Hovhannés Yeranyan, Hecho Atómico, 2015. Cotraducido junto a Alice Ter Ghevondian
- "Cymbalum Mundi. Bonaventure des Périers", Alción editora, 2014
- "Im anune hima e", Editorial Antares, 2013. Traducción al armenio por Alice Ter Ghevondian del poema Káukasos.
- "Un idioma también es un incendio. 20 poetas de Armenia", Alción editora-Activo Puente, 2013. Cotraducido junto a Alice Ter Ghevondian.
- "Lo largo y lo corto del verso Holocausto"; Susan Gubar, Alción editora, 2007[1]
- "Sade y la escritura de la orgía, Poder y parodia en Historia de Juliette", Lucienne Frappier- Mazur, Ediciones Artes del Sur, 2006
- “Juana I” Translated by Gabriel Amor. Kenning editions. 2018.
- “Milena ou les lettres sans adresse” traduit par Stéphane Chaumet. Sképsi ediciones, Bogotá. 2022.

#### Filmografía
2012: A – diálogos sin fronteras. Dirigida por Ignacio Dimattia
2018: Acá y acullá. Dirigida por Hernán Khourian

#### Obras teatrales
Algunos de sus textos han sido adaptados a obras de teatro:
- "La que necesita una boca", (2007). Dirigida por Román Caracciolo. Sobre textos de "Juana I".
- "Tengo un apuro de un siglo" (2016). Dirigida por Román Caracciolo. Sobre textos de "Del vodka hecho con moras”; además de “El alambre no se percibía entre la hierba” de Hovhannés Yeranyan.
- “Milena e Irene, periodistas” (2022). Sobre textos de Arzoumanian, dramaturgia y dirección: Román Caracciolo.

## Distinciones
- 2008: Fondo Metropolitano de la Cultura, las Artes y las Ciencias.[9]

- 2008: Beca Escuela Internacional para el estudio del Holocausto, Yad Vashem.[4]

- 2009: Premio Accésit - Lucian Freud. Fundación Proyecto al Sur.[10]
- 2010: Subsidio y distinción del INCAA para la filmación del documental “A. Diálogo sin fronteras”.
- 2020: Subisidio y distinción de Proteatro para la creación teatral por la obra “Milena e Irene, Periodistas”.
- 2021: “Rejas de Lenguaje” proyecto ganador de la Convocatoria Creación de Buenos Aires Cultura.
- 2022: “La máquina de himalayar” ganador de la convocatoria Puentes Culturales de Vivamos Cultura de la Ciudad de Buenos Aires.